# 不丹沒有槍
《不丹沒有槍》（英語：The Monk and the Gun）是2023年上映的剧情片，由不丹、台灣、法國、美國及香港合拍，不丹导演巴沃邱寧多傑导演、编剧和制片，演员阵容包括Tandin Wangchuk、Deki Lhamo、Pema Zangmo Sherpa、Tandin Sonam、哈里·艾因霍恩、Choeying Jatsho、Tandin Phubz、Yuphel Lhendup Selden及Kelsang Choejay。
电影代表不丹参与第96屆奧斯卡金像獎最佳国际影片奖角逐，並入選奧斯卡最佳國際電影15強。

## 梗概
故事发生在2006年，时值不丹推进民主化改革，计划举行大选。为此，政府官员提前组织一场模擬選舉来进行测试。在布姆唐宗乌拉格窝的乌拉镇，一位和尚奉喇嘛之命寻找两把枪，以应对国家即将出现的转变。与此同时，一位美国古董武器收藏家来到不丹，想买走和尚手中的一把珍贵的步枪。

## 演员
- 哈里·艾因霍恩（Harry Einhorn）饰 罗恩·科尔曼（Ron Colman）
- Harry Einhorn 饰 Ron Colman
- Tandin Wangchuk 饰 Tashi
- Deki Lhamo 饰 Tshomo
- Pema Zangmo Sherpa 饰 Tshering Yangden
- Tandin Sonam 饰 Benji
- Choeying Jatsho 饰 Choephel
- Tandin Phubz 饰 Phurba
- Yuphel Lhendup Selden
- Kelsang Choejay

## 发行
电影于2023年9月1日在第50届特柳赖德电影节全球首映，9月9日在第48届多伦多国际电影节放映，此外还受邀在第28届釜山国际电影节放映。2023年10月，路边风景买下电影北美发行权，起初定档2024年2月2日上映，後改為2024年2月9日。

## 反响
根据評論匯總网站爛番茄汇总的13篇评论文章，100%的评论家给予该作正面评价，平均打分为8.0分（满分10分）。在Metacritic上，根據4位影評人給予74分（滿分100分），這部電影獲得了「普遍好評」。
电影荣获2023年温哥华国际电影节观众票选奖及2023年罗马电影节评审团特别奖。